# Amt Neuweilnau

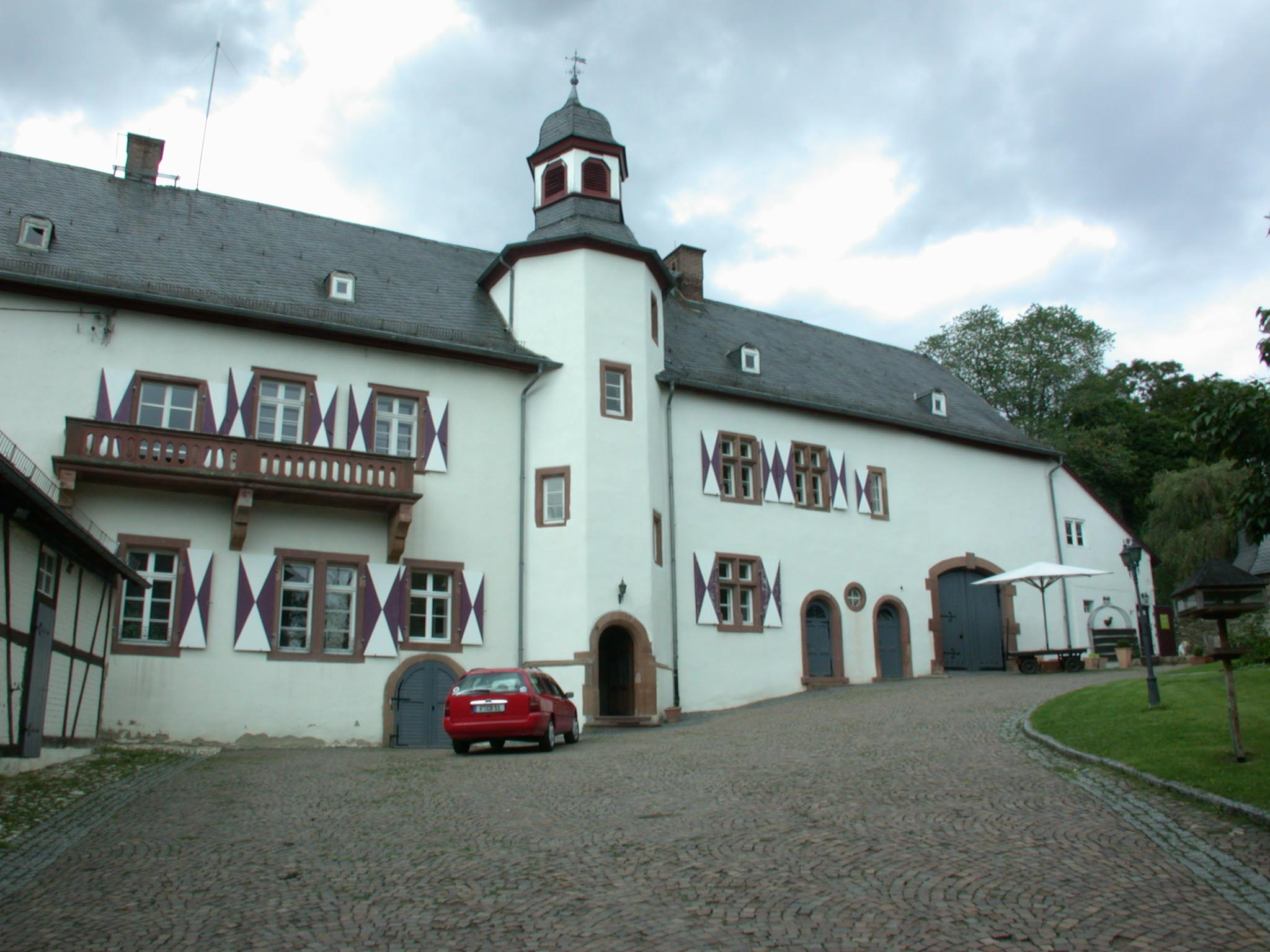
Schloss Neuweilnau

Das Amt Neuweilnau war ein Nassau-Weilburg Nassau-Usingischer Verwaltungsbezirk mit Sitz in Neuweilnau. Das Amt ging im Amt Usingen auf.

## Geschichte
1302 wurde die Grafschaft Weilnau geteilt und es entstand das Amt Neuweilnau. 1306 wird der erste Amtmann in Neuweilnau genannt. 1326 war die Hälfte der Grafschaft Weilnau in Nassauer Hände übergegangen. Die Schloss Neuweilnau bildete nun den Kern der nassauischen Herrschaft im mittleren Weiltal. Es wurde mit dem Erwerb eine Amtsstruktur eingerichtet. 1328 wird der erste Amtmann von Altweilnau genannt. 1641 wird ein Burggraf für das Amt genannt, bereits 1529 ein Rentamtsmeister. Mit der Teilung Nassau-Weilburgs zwischen Philipp IV. und seinem Bruder Albrecht wurde Schloss Neuweilnau Residenz von Philipp IV. Unter dessen Nachfolger Wilhelm Nassau-Weilburg wurden die beiden Linien wieder vereint.
Eine Amtsbeschreibung ist nicht erhalten. Die niedere Gerichtsbarkeit im Amt wurde überwiegend von Kirchspielgerichten wahrgenommen, die der Kirchenorganisation folgten (und daher nicht mit den Amtsgrenzen deckungsgleich waren).
Die vielfachen Erbteilungen des Hauses Nassau führten 1659 zur Bildung der Linie Nassau-Usingen. Das Amt Neuweilnau wurde dieser zugeordnet. Gleichzeitig ging die Bedeutung Neuweilnaus durch die Residenz in Usingen zurück. 1656 wird letztmals ein Amtmann in Neuweilnau genannt, 1695 letztmals ein Burggraf. 1729 wurde das Amt förmlich im Rahmen einer Neuorganisation der Nassau-Usinger Verwaltungsstruktur aufgehoben.

## Personen

### Amtmänner
- Marquart (1306)
- Emmerich von Reinberg (1374)
- Johann von Hattstein gen. Hartenfels (1410)
- Emmerich von Reinberg (um 1480)
- Adolf von Reinberg (1493)
- Marquart von Hattstein (1514–1532)
- Emmerich von Stockheim (1558–1564)
- Emmerich von Stockheim und Kraft Riedesel (1564)
- Reinhard von Schletten (1573)
- Johann Pica (1592–1604)
- Jacob Frentzel (1610- vor 1614)
- Jacob Tieffenbacher (1617–1625)
- Philipp Heinrich von Wachenheim (1631–1637)
- Heinrich Kempfer (1639–1641)
- Geradus Rouvelly (1641)
- Johann Nicolaus Frentzel (1641–1656)

### Burggrafen
- Emmerich von Stockheim (1541–1554)
- Burkhard von Stockheim (1557–1558)
- Johann von Reinheim (1559)
- Burkhard von Stockheim (1560)
- Heinrich Selberlynck (1562)
- Burkhard von Stockheim (1571)
- Johann Conrad Otto (1694–1695)